# رود شیبتسو
رود شیبتسو (به لاتین: Shibetsu River) یک رود در ژاپن است که در Hokkaido Prefecture واقع شده‌است.